# Geranomyia separata
Geranomyia separata är en tvåvingeart som beskrevs av Alexander 1921. Geranomyia separata ingår i släktet Geranomyia och familjen småharkrankar. Inga underarter finns listade i Catalogue of Life.